# Доминиканцы в Беларуси
Доминиканцы в Белоруссии ― монахи нищенствующего католического ордена братьев-проповедников, обосновавшиеся на территории Белоруссии с XIII века.

## Первые доминиканцы на белорусских землях

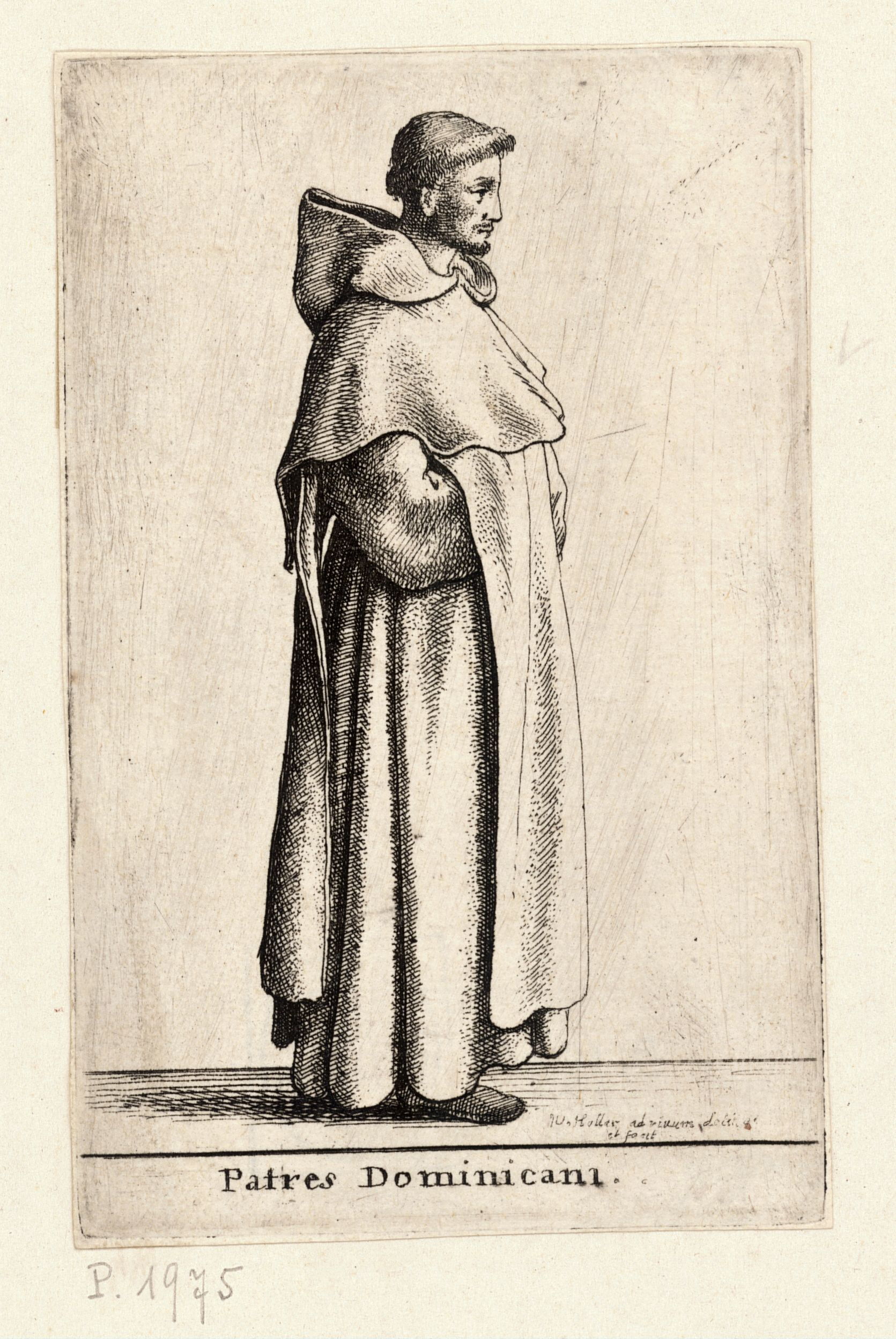
Отец-доминиканец

В польских землях доминиканцы появились из Болоньи в 1222 году по приглашению краковского епископа Иво Одровонжа, в их числе был его родственник Яцек Одровонж, объявленный в 1594 году святым католической церкви. Епископ передал доминиканцам строившийся костёл Св. Троицы, из которого вырос монастырь. В 1524 году Николай Гусовский написал поэму «Жизни и деяния святого Гиацинта» (1525), — ко дню чествования Яцека Одровонжа.
Продвижение ордена на Восток началось с Киева. При князе Владимире в Киеве открылся костёл Пресвятой Девы Марии и действовала созданная в 1233 году Яцеком Одровонжем доминиканская миссия, ставшая приходом для приезжавших и проживавших в Киеве западных купцов-католиков.
Первым, известным документально доминиканцем, появившимся на белорусских землях, был монах Вит (Vitus), ученик Яцека Одровонжа (св. Гиацинта), тогдашнего главы ордена доминиканцев в Польше. Историк виленской диацезии священник Ян Курчевский пишет о деятельности Вита: «По следам святого Яцека приходит в Литву его ученик, благословенный Вит, поляк, королевский прелат, и как истый доминиканец создает костёл и литовско-русское бискупство в Любче, ― местечке, принадлежавшем боярину Миндовга Андрею Кияну». Доминиканский монастырь в Любче основан в 1250 году. Киевский боярин Андрей Киян, перебравшись в Новогрудок, принял католичество и фундировал в Любче строительство костёла и монастыря доминиканцев, отдав им фольварк Лугомовичи близ Ошмян.
В 1251 году доминиканский провинциал в прусских землях, а позже епископ кульмский Гейденрик получил указание от папы Иннокентия IV короновать Миндовга и найти кандидатуру в бискупы для литовского княжества.
Выбор пал на Вита, и в 1253 году он был посвящён в «episcopus Lubozanus» (бискуп Любчанский) и «episcopus Lithoviensis» (бискуп Литовии). Но Вит не стал первым литовским епископом, поскольку тевтонский орден представил своего кандидата, и Миндовг согласился с этим выбором. Именно с доминиканцами связывается официальное принятие Литвой христианства. Вместо Вита первым легитимным епископом княжества стал в 1252 году пресвитер ордена меченосцев немец Христиан.
Коронация Миндовга с супругой Мартой состоялась летом 1253 года. Предполагается, что это произошло в Новогрудке, Вильно или Аникщяе. Короны возложил епископ Гейденрик в присутствии магистра Ливонского ордена Андреаса фон Вельвена, ливонского архиепископа Альберта Суербера, представителей католических орденов и литовской знати.

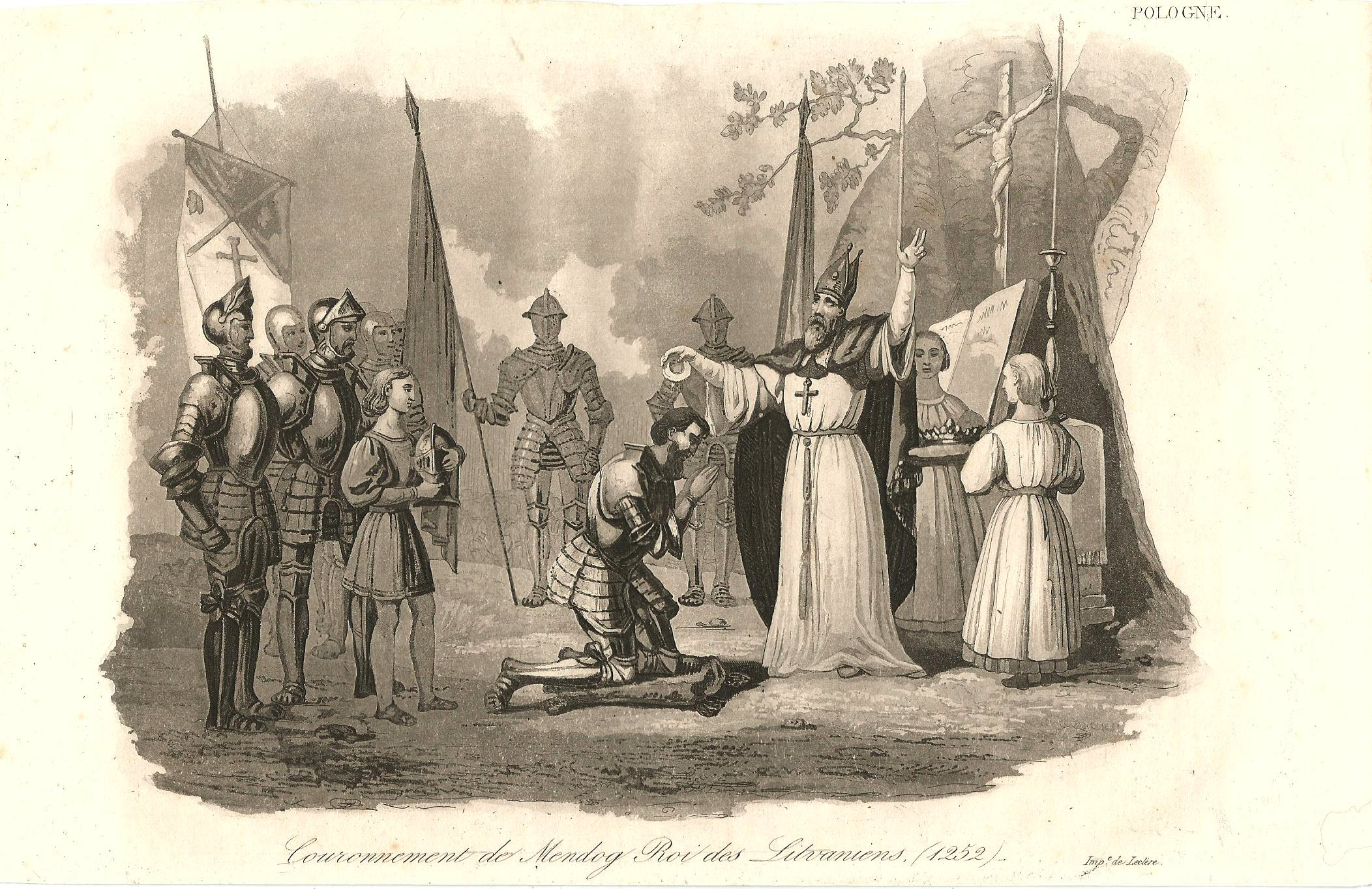
Коронация Миндовга. Гравюра из книги Леонарда Ходько «Полония», 1824

В трактате, написанном вероятно епископом Гейденриком между 1253 и 1262 гг., говорится о проповедях в «Белой Русции» некоего монаха-доминиканца Воислава.
В дальнейшем миссионерская деятельность доминиканцев продолжалась, с конца XIII века они даже призывались к великокняжескому двору, служили в Канцелярии Великого княжества Литовского, участвовали в создании Виленского католического архиепископства. Центром доминиканцев в Великом княжестве Литовском стал монастырь Св. Духа в Вильно (1501).

## Доминиканские костёлы и монастыри

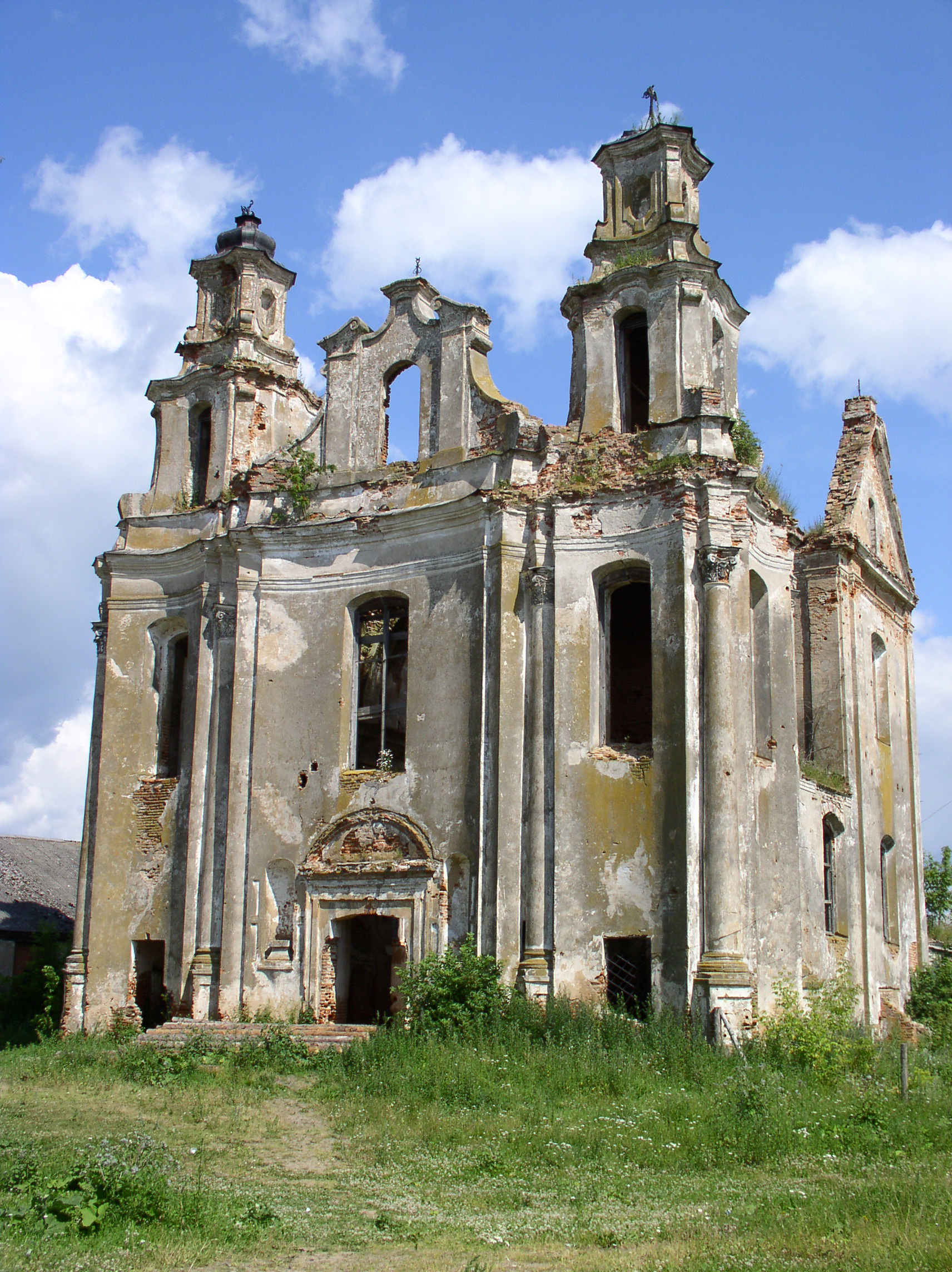
Остатки костёла доминиканского монастыря в Смолянах

После Брестской унии количество монастырей множилось, они входили в Польскую провинцию, затем в 1647 году создана Литовская провинция, охватывавшая территорию Литвы, северной и западной Белоруссии.
В первой половине XVII века основано 10 доминиканских монастырей, во второй половине 25, в XVIII веке ― 6, в XIX ― 1. Монастыри южной, восточной и центральной Белоруссии входили в состав Русской провинции. В каждой провинции к 1766 году насчитывалось около 600 монахов, в Новогрудке находился монастырь сестёр-доминиканок. Провинции возглавляли провинциалы, монастыри ― приоры.
Среди учредителей были представители богатой шляхты и духовенство. Это Сапеги, Радзивиллы, Пацы, Сангушки, Слушки. Например, Кшиштоф Слушка основал в 1605 году монастырь св. Фомы Аквинского в Минске, Александр Слушка ― монастыри в Речице и Столбцах, Станислав Радзивилл ― монастырь в Клецке (1683), виленский воевода Кшиштоф Ходкевич ― в Новогрудке (1624), староста ошмянский Адам Сакович ― в Зембине, графиня Мария Строцци ― в Пинске (1667), подстолий смоленский Базиль Боконовский ― монастырь в Несвиже (1672), хорунжий надворный Константин Пац ― в Княжицах (1681) и т. д. Более всего доминиканских монастырей строилось в 1660―1680 гг. Костёл доминиканцев в Гродно был заложен на основании привилея Сигизмунда III в 1632 году, а в 1633 году уже построен на фундацию Фредерика и Кристины Сапег. Впоследствии имущество гродненских доминиканцев занимало целый городской квартал. В Новогрудке сохранился Михайловский костёл, построенный в 1624 году как доминиканский. Близ него в монастыре работала школа доминиканцев. Д. Наркевич, Е.Бяллозор и Ю. Ворловский являлись фундаторами монастыря в Ковно (1631 и 1641 гг.). Благодаря Ежи Бяллозору, основан в 1661 году Костёл Обретения Святого Креста (Вильнюс).
Сейм 1658 года утвердил фундацию доминиканцев в Василишках Лидского повета, где вскоре, благодаря стараниям земского судьи Мартина Доминика Лимонта, появились деревянные костёл и монастырь. Перестроенный в 1832 году в каменный, монастырь сохранился. Конституция ВКЛ 1659 года подтверждает фундацию доминиканцев в Россонах, сейм 1662 года позволяет строительство в Хоращах Гродненского повета. В 1667 году право на строительство костёла и монастыря получают доминиканцы в Пинске. В Полоцке монахи-доминиканцы появились в 1670 году по приглашению виленского каноника Казимира Гурского. Сеймом 1676 года было подтверждено значительное количество новых фундаций католических миссий. В Пацкове и Даброве появились миссии, финансируемые старостой мстиславским Самуэлем Казимиром Цехановским (1676). Доминиканцы обосновались в Мстиславле, миссия доминиканцев появляется в 1672 году в Несвиже (фундатором выступил подстолий смоленский Василь Бакановский). Сейм 1678 года подтверждает фундацию виленских доминиканок, упоминаются доминиканцы в Улле Полоцкого воеводства. В 1685 году слонимских доминиканцев фундировал войский лидский Михал Покрошинский.
Открывались доминиканские монастыри и на Волыни, входившей в Великое княжество Литовское. Так, в третьей четверти XIV века основан Луцкий монастырь, насчитывающий в середине XVIII века более 50 монахов. Это был самый богатый монастырь в ВКЛ. Во время съезда европейских монархов в Луцке доминиканцы были в числе хозяев, встречавших высоких гостей. В начале XIX века монастырь стал центром Русской доминиканской провинции. В 1497 году король Александр Ягеллончик дал средства на строительство доминиканского монастыря Св. Троицы в городе Владимире-Волынском, также входившем в Великое княжество Литовское. Монастырь имел право держать корчму, варить и продавать мёд, пиво и вино. Из документов известно, что монастырь имел звонницу с пятью колоколами, 22 окна, 12 зеркальных люстр. В независимой Украине деятельность доминиканцев возобновилась. В Киеве и Фастове открыты крупные монастыри, в стране несколько доминиканских приходов.
Каждый католический орден имел папские привилеи на организацию и деятельность братств. При монастырях доминиканского ордена действовали братства святого Розария. Первоначально братства возникали по профессиям. Каждый городской цех выступал своеобразным братством и имел в костёле свою хоругвь и своего святого-защитника. До XIX века представители каждой профессии собирались в специально обозначенный для них праздник и участвовали в процессиях каждый под своей хоругвью. В Мозыре до середины XIX века «братских» хоругвей насчитывалось 15. В апреле 1868 года вышло распоряжение о закрытии всех братств при костёлах.
Первые доминиканские монастыри в Белоруссии обычно относят к готической храмовой архитектуре. Исходя из зодчества цистерцианцев, сначала создавались сооружения упрощённой планировки без башен, с выделяющейся алтарной частью без апсиды. Использовался кирпич. Высота храма не превышала 11,4 метра. Характерным для доминиканских монастырей был фриз в верхней части стены с перекрещивающимися арочками и керамическом декором. Сводами перекрывалась только алтарная часть, основная часть церкви была покрыта деревянными стропилами. В восточной стене алтарной части было три окна с христианской символикой. С середины XVIII века возникает так называемое «виленское барокко», в стиле которого был построен монастырь доминиканцев в Вильно (1700―1767), отличающийся утончённостью пропорций, пластичностью фасадов, многоярусными башнями на фасаде и фигурными фронтонами. На боковых фасадах частым и объединяющим композиционным приемом являлось чередование ступенчатых пилястр и прямоугольных или арочных оконных проемов в простенках. Костёл и сам монастырь уже строились раздельно, но соединялись коридором, ― характерная постройка этого времени ― доминиканские монастыри в Бресте, Орше (1694). Некоторые монастырские кельи имели отопление. Монастырь в Столбцах имел большой огород и сад близ него. В искусствоведческой литературе известен архитектор-доминиканец Людвик Гринцевич, построивший костёлы доминиканцев в Друе, Несвиже, Вержболове. Генуэзец Антоний Параццо спроектировал доминиканские костёлы в Друе и Забелах. В монастырях собирались библиотеки, например, в Гродно насчитывалось более 15 тысяч томов, в минском монастыре Св. Фомы Аквинского — немногим меньше. При новогрудском и гродненском монастырях работали типографии, выпускавшие книги и открытки.

## После раздела Речи Посполитой

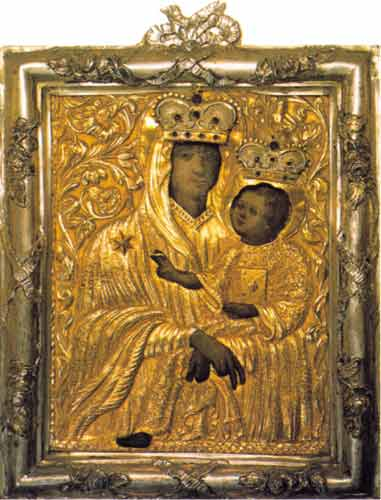
Икона Матери Божией Конгрегацкой

В 1772 году, после первого раздела Речи Посполитой, к Российской империи отошли земли с семью монастырями Литовской и девятью монастырями Русской доминиканской провинции. После второго (1793) и третьего (1795) разделов Речи Посполитой число доминиканцев в Российской империи увеличилось. После изгнания иезуитов (1815) доминиканцам отошли их приходы. Положение доминиканцев изменилось после польского восстания 1830―1831 гг. ― были объединены Литовская и Русская провинции, с 1842 года началась конфискация монастырей и преобразование их в православные. Проезжавший Пинск писатель Н. С. Лесков писал: «Костѐл доминиканцев, также упразднѐнный теперь, отделывается для православной церкви. С него сбивают колоннаду и проламывают плафон для постройки колокольни. И здесь, говорят, была хорошая стенопись, но теперь и следов еѐ незаметно, по тому что после упразднения доминиканского костѐла около семи лет назад, он был сдан еврею Аренборгу под склад шерсти. В кельях доминиканов живут теперь два православных священника, и помещается городская аптека».
В 1840 году рассматривалось дело «о притовозаконных поступках забельских ксёндзов доминикан» Дриссенского уезда Витебской губернии. Заключалось оно в том, что часть свалнянских прихожан, бывших униатов, не желала переходить в православие, а перешла в католичество. На все обращения православного духовенства прихожане заявляли, что «вера наша есть только одна… и мы её никогда не покинем…», «ибо вера ваша русская всё равно как жидовская». В этой ситуации были обвинены доминиканцы Забельского монастыря, а также местные ксёндзы и шляхта
.
С середины XIX века число доминиканцев в Российской империи уменьшалось, и к 1881 году осталось 48 монахов-доминиканцев
.
Поскольку польский язык после восстания приобрёл семантику «связи со старой эпохою», в Белоруссии ксёндзов, отвергавших русский язык, в основном отправляли в несвижский доминиканский монастырь; из 32, оставшихся к 1871 году, 2 были заключены в 1867 году, 8 — в 1870 году, остальные — в 1871. Некоторые ксёндзы были сосланы в виленский упразднённый монастырь кармелитов, а особо «упорствующие» — в Сибирь. В 1864 году доминиканцев в Белоруссии не осталось.
|    | Название монастыря                                              | год основания | Место расположения |
| -- | --------------------------------------------------------------- | ------------- | ------------------ |
| 1  | Виленский св. Духа                                              | 1501          | Виленский уезд     |
| 2  | Лукишский                                                       | 1642          | Виленский уезд     |
| 3  | Веркский                                                        | 1772          | Виленский уезд     |
| 4  | Островецкий                                                     | 1618          | Виленский уезд     |
| 5  | Шумский                                                         | 1789          | Виленский уезд     |
| 6  | Меречский                                                       | 1605          | Трокский уезд      |
| 7  | Высокодворский                                                  | 1529          | Трокский уезд      |
| 8  | Трокский                                                        | 1733          | Трокский уезд      |
| 9  | Попруцкий                                                       | 1649          | Трокский уезд      |
| 10 | Ошмянский                                                       | 1667          | Ошмянский уезд     |
| 11 | Полавенский                                                     | 1674          | Вилькомирский уезд |
| 12 | Скопиский                                                       | 1752          | Вилькомирский уезд |
| 13 | Кальварийский                                                   | 1642          | Тельшевский уезд   |
| 14 | Ковенский                                                       | 1621          | Ковенский уезд     |
| 15 | Россиенский                                                     | 1642          | Россиенский уезд   |
| 16 | Гродненский                                                     | 1632          | Гродненский уезд   |
| 17 | Деречинский                                                     | 1618          | Слонимский уезд    |
| 18 | Слонимский                                                      | 1680          | Слонимский уезд    |
| 19 | Иельненский                                                     | 1667          | Лидский уезд       |
| 20 | Василишский                                                     | 1658          | Лидский уезд       |
| 21 | Конюховский                                                     | 1735          | Волковыский уезд   |
| 22 | Новогрудский                                                    | 1624          | Новогрудский уезд  |
| 23 | Полонский                                                       | 1680          | Новогрудский уезд  |
| 24 | Валуевский                                                      | 1685          | Новогрудский уезд  |
| 25 | Хорощанский                                                     | 1654          | Белостокский уезд  |
| 26 | Климовский                                                      | 1686          | Сокольский уезд    |
| 27 | Рожаныстокский                                                  | 1661          | Сокольский уезд    |
| 28 | Холопеницкий                                                    | 1703          | Борисовский уезд   |
| 29 | Друйский                                                        | 1697          | Дисненский уезд    |
| 30 | Дуниловицкий                                                    | 1683          | Вилейский уезд     |
| 31 | Несвижский                                                      | 1672          | Слуцкий уезд       |
| 32 | Витебский                                                       |               | Витебский уезд     |
| 33 | Забяльский                                                      | 1716          | Витебский уезд     |
| 34 | Аглонский                                                       | 1700          | Динабургский уезд  |
| 35 | Рушонский                                                       | 1766          | Динабургский уезд  |
| 36 | Полоцкий                                                        | 1671          | Полоцкий уезд      |
| 37 | Княжицкий Архивная копия от 22 сентября 2019 на Wayback Machine | 1681          | Могилевский уезд   |
| 38 | Оршанский                                                       | 1649          | Оршанский уезд     |
| 39 | Островнинский                                                   | 1621          | Сенницкий уезд     |
| 40 | Посинский                                                       | 1649          | Люцинский уезд     |
| 41 | Ушацкий                                                         | 1716          | Лепельский уезд    |

|    | Название монастыря    | год основания | Место расположения         |
| -- | --------------------- | ------------- | -------------------------- |
| 1  | Шкловский             |               | Могилевский уезд           |
| 2  | Иеловчинский          |               | Могилевский уезд           |
| 3  | Смолянский            | 1734          | Копыський уезд             |
| 4  | Дудаковицкий          | 1701          | Копыський уезд             |
| 5  | Белицкий              | 1669          | Сенниский уезд             |
| 6  | Часникский            | 1674          | Лепельский уезд            |
| 7  | Малятицкий            | 1676          | Чериковский уезд           |
| 8  | Пасковский            |               | Мстиславский уезд          |
| 9  | Минский               |               | Минский уезд               |
| 10 | Столпецкий            | 1621          | Минский уезд               |
| 11 | Раковский             | 1686          | Минский уезд               |
| 12 | Заславский            | 1678          | Минский уезд               |
| 13 | Хотаевицкий           | 1681          | Борисовский уезд           |
| 14 | Залбинский            |               | Борисовский уезд           |
| 15 | Пинский               | 1666          | Пинский уезд               |
| 16 | Речицкий              | 1634          | Речицкий уезд              |
| 17 | Клецкий               | 1683          | Слуцкий уезд               |
| 18 | Брестский             | 1630          | Брестский уезд             |
| 19 | Буховичский           | 1674          | Кобринский уезд            |
| 20 | Бышовский             | 1647          | Киевский уезд              |
| 21 | Хозарковский          |               | Сквиркий уезд              |
| 22 | Чернобыльский         | 1626          | Радомысльский уезд         |
| 23 | Любарский             | 1634          | Житомирский уезд           |
| 24 | Луцкий                |               | Луцкий уезд                |
| 25 | Чарторижский          |               | Луцкий уезд                |
| 26 | Яловицкий             | 1658          | Дубенский уезд             |
| 27 | Тарговицкий           |               | Дубенский уезд             |
| 28 | Козинский             | 1738          | Дубенский уезд             |
| 29 | Владимирский          | 1497          | Владимирский уезд          |
| 30 | Каменнокомирский      |               | Ковельский уезд            |
| 31 | Неверковский          |               | Ровенский уезд             |
| 32 | Лиховицкий            |               | Острогский уезд            |
| 33 | Староконстантиновский |               | Староконстантиновский уезд |
| 34 | Овручский             | 1638          | Овручский уезд             |
| 35 | Каменецкий            |               | Каменецкий уезд            |
| 36 | Смотрицкий            |               | Каменецкий уезд            |
| 37 | Сокулецкий            |               | Ушицкий уезд               |
| 38 | Солобковицкий         |               | Ушицкий уезд               |
| 39 | Летичевский           | 1606          | Летичевский уезд           |
| 40 | Шаравецкий            | 1607          | Проескуровский уезд        |
| 41 | Барский               | 1606          | Могилевский уезд           |
| 42 | Морахвенский          | 1627          | Ямпольский уезд            |
| 43 | Тульчинский           | 1631          | Брацловский уезд           |
| 44 | Тывровский            | 1742          | Винницкий уезд             |
| 45 | Винницкий             | 1623          | Винницкий уезд             |

## Просвещение

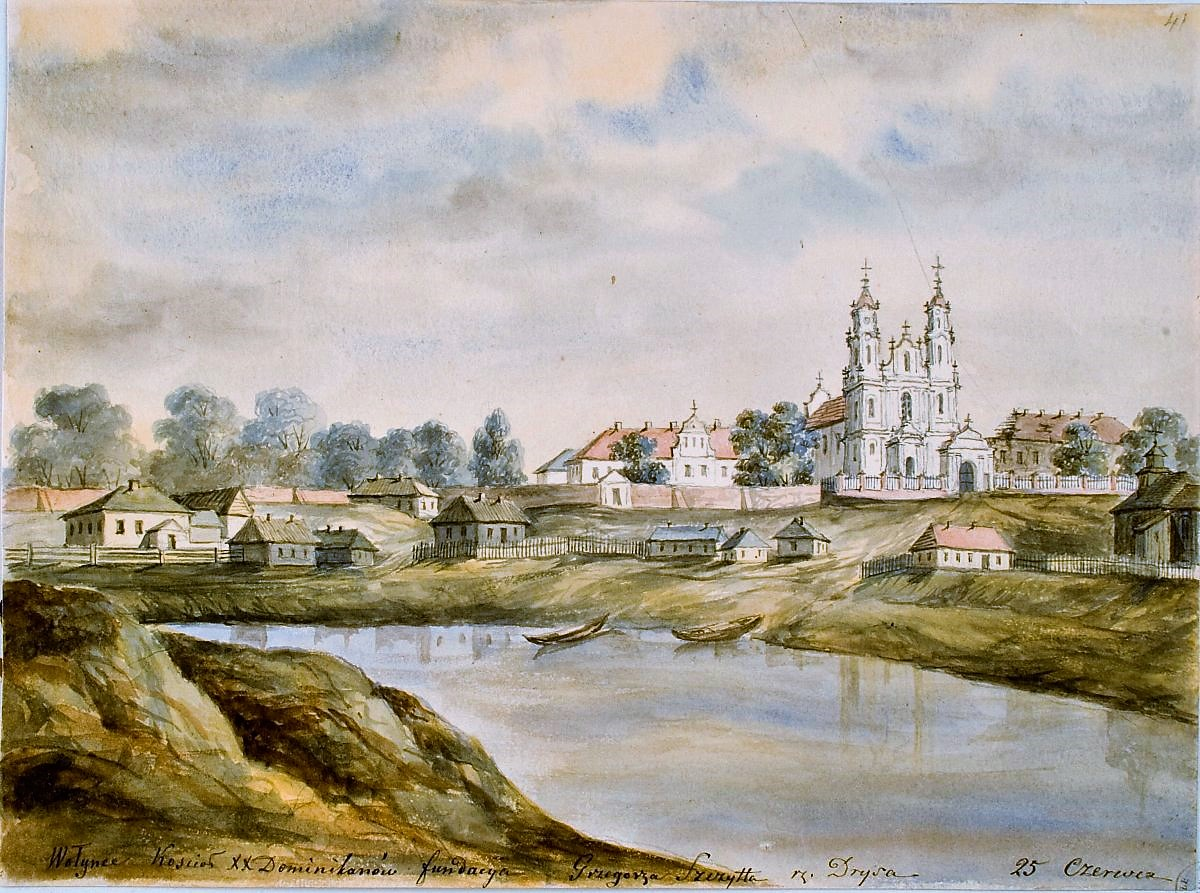
Н. Орда. Костёл и монастырь доминиканцев в Волынцах

Первое учебное доминиканское заведение ― Забельский доминиканский коллегиум ― для шляхетской и мещанской молодёжи открылось на средства местного помещика Георгия Щита в 1716 году при монастыре Св. Георгия в фольварке Забелы близ деревни Волынцы (ныне Верхнедвинский район). К 1787 году коллегиум имел 5 фольварков с 550 дворами и доходом в две с половиной тысячи рублей ежегодно. В 1796 году по завещанию минского воеводы Я. Гильзена коллегиум стал получать ежегодно 6 тысяч рублей. В 1803 году коллегиум преобразован в уездное училище Виленского учебного округа, а 1811 году — в гимназию, где учились поэт и драматург Артем Вериго-Доревский и этнограф и археолог Константин Тышкевич. Здесь открылся первый в Восточной Европе школьный театр, руководимый Каэтаном Марашевским. Опера Рафала Вардоцкого на либретто профессора риторики и поэтики М. Тетерского «Аполлон-законодатель» (1789) вошла в курс истории белорусской музыки. Преподавались латынь, математика, физика, рисование и даже архитектура. Рисование преподавали Бонавентура Хруцкий, Бернард Люткевич и др.
При пинском монастыре в 1726 году открылась Высшая школа Русской провинции, имевшая право присваивать учёные степени. Имелась библиотека в тысячу томов. Но потом на белорусских землях доминиканский орден не получил разрешения открывать новые школы. Тем не менее, в 1770-х гг. училища создавались, в них училось до 20 % молодёжи. Например, доминиканская школа в Чашниках, открывшаяся в 1777 году, несмотря на протесты Эдукационной комиссии, действовала до начала 1790-х. Взамен её власти разрешили открыть 3-классную школу в Ушачах. В некоторых школах давалось повышенное образование ― «7 свободных искусств»: грамматика, диалектика, риторика, музыка, арифметика, геометрия, астрономия. Проводились театрализованные диспуты, декламации, ставились представления школьного театра.
В 1797 году доминиканцам передали светские 6-классные училища в Новогрудке и Гродно. На базе переведённого в Несвиж слуцкого уездного училища открылся коллегиум. В 1817 году в шести доминиканских школах уже учились 705 воспитанников. В 1809—1815 годах в новогрудской доминиканской школе одновременно с Адамом Мицкевичем учился будущий классик белорусской и польской литературы Ян Чечот.
Иногда философские предметы варьировались, ― в одних монастырях преподавали только философию, в других — теологию. Были студии, где моральная теология сочеталась с философией или преподавалась только догматическая теология либо моральная и др. Там изучались латинский язык, физика, арифметика, география, история, логика, астрономия, литургические песнопения, риторика. В период с 1772 до 1830 года в Белоруссии существовало не менее 31 студии доминиканцев: Гродно, генеральная студия в 1752—1830 гг.; Деречин, студия философии в 1816—1829 гг.; Дуниловичи, студия моральной теологии в первой трети XIX в.; Забелы, формальная студия в 1758—1827 гг.; Шклов, студия философии и теологии до 1819 г., студия философии с 1819 г..
После изгнания иезуитов возник вопрос о судьбе доминиканских учебных заведений, занимающихся по иезуитским программам. Руководитель Литовской провинции ордена Ф. Тетерский обратился к министру народного просвещения кн. А. Н. Голицыну с предложением преобразования забельской гимназии в академию, но не нашёл понимания. Доминиканцам в 1822 году отдали бывший иезуитский коллегиум в Орше, где они открыли 4-классное училище. В 1825 году его закрыли. После восстания 1830―1831 гг. доминиканские учебные заведения были переведены в светские. Однако в 1842 году при минском доминиканском костёле открылась семинария для 55 воспитанников.
Поэт Владислав Сырокомля писал: «Наших дедов стегали иезуиты, наших родителей хлестали отцы пиары, а мы вкусили базилианской розги или доминиканской дисциплины. Но пусть за эти розги почтят их небеса! Да, здорово они пороли, если было за что, но и любили они детей добро и искренне, тщательно наставляли их в науке и вере и строго следили за моралью ― много кого дала нашему краю их внимательная опека».

## После 1917 года

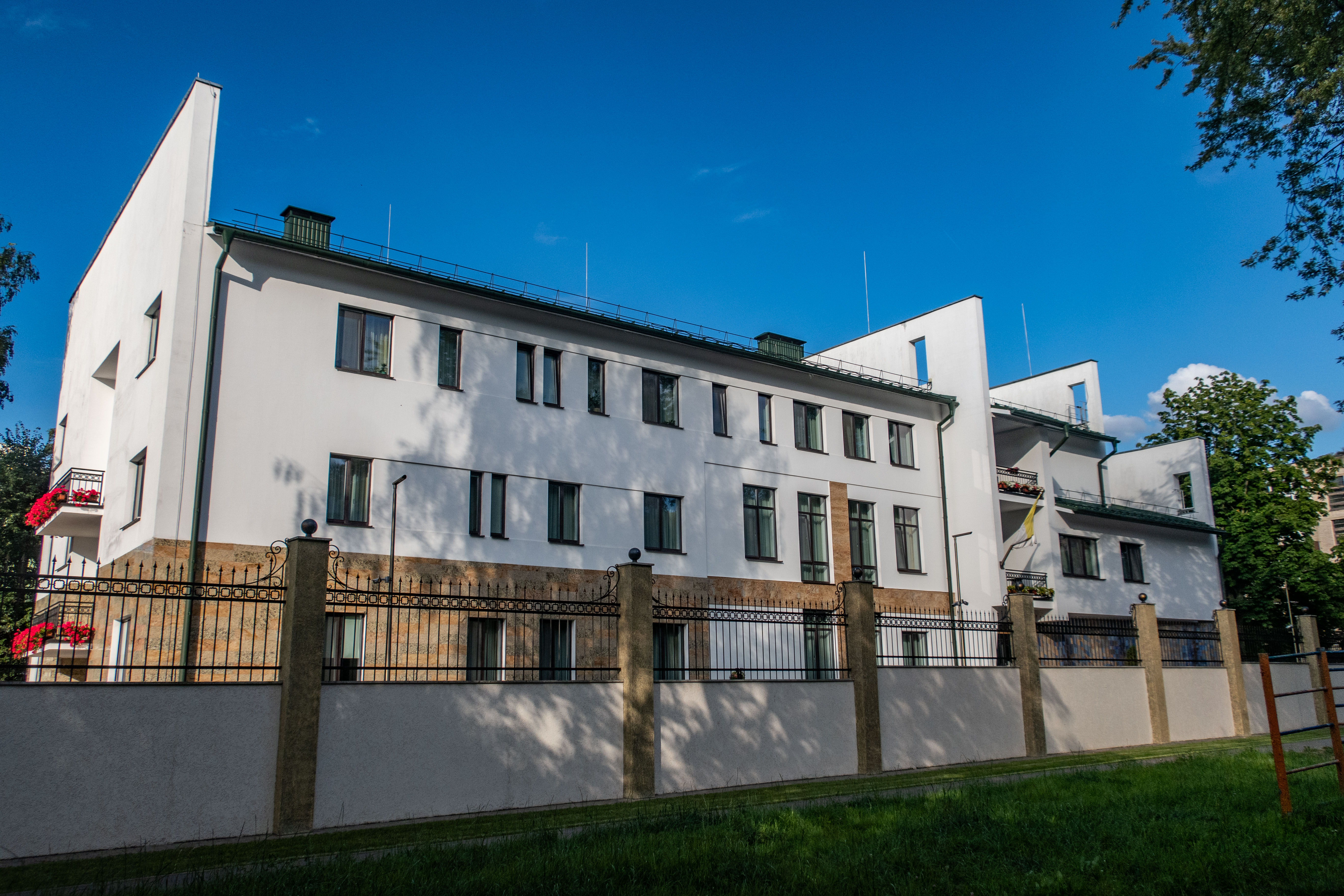
Апостольская нунциатура в Минске

После 1917 года в Петрограде оставался доминиканец Жан-Баттист Амудрю, служивший к тому времени уже 10 лет настоятелем костёла Пресвятой Девы Марии Лурдской в Ковенском переулке. С 1934 года Амудрю фактически замещал высланного из СССР апостольского администратора Антония Малецкого. В 1935 году Амудрю был тайно посвящён в епископы апостольским администратором Москвы Пием Невё, но его тогда же выслали из страны.
В 1992 году на территории бывшего СССР католической церковью создан провинциальный доминиканский викариат, подчиняющийся польской орденской провинции, и в его системе в 1993 году образован Генеральный викариат Балтии и Беларуси святых Ангелов-Хранителей. 11 ноября 1992 года установлены дипломатические отношения между Республикой Беларусь и Святым Престолом и создана Апостольская нунциатура в Белоруссии. С мая 2020 года апостольским нунцием в Белоруссии является Анте Йозич. 11 февраля 1999 года учреждена Конференция католических епископов Белоруссии.
Община доминиканских терциариев под титулом Святой Троицы в Беларуси была официально утверждена в декабре 2012 года. Терциарии — третья (после братьев и сестер доминиканок) ветвь доминиканского ордена. К ней относятся светские люди, стремящиеся в жизни руководствоваться доминиканской духовностью. К 2017 году в Белоруссии служат 5 доминиканских священников: один в Бресте и 4 в Витебске. Они составляют Белорусский викариат Польской провинции. В Минске действует община сестёр-доминиканок (ул. Нежданова, 48).
В белорусской литературе монах-доминиканец встречается в романе Владимира Короткевича «Христос приземлился в Гродно» (1966), ― там это символ мракобесия и коварства.

## Святыни доминиканского ордена в Белоруссии
- Икона Матери Божией Снежной
- Конгрегатская икона Божией Матери (Гродно)